# Lemnalia flava
Lemnalia flava is een zachte koraalsoort uit de familie Nephtheidae. De koraalsoort komt uit het geslacht Lemnalia. Lemnalia flava werd in 1898 voor het eerst wetenschappelijk beschreven door May. 